# Melody (浅香唯の曲)
「Melody」（メロディー）は、1988年11月2日に発売された浅香唯の12枚目のシングル。発売元はハミングバード。

## 概要
表題曲「Melody」は、TM NETWORKの木根尚登が初めて浅香に提供した楽曲（翌月に発売されたミニ・アルバム『HERSTORY』にも2曲提供している）。当初は小室哲哉が提供する予定であったが、結局は木根尚登となった[要出典]。発売当時、浅香はこの新曲について、オリコン誌面で「明るい曲。サビから始まる曲はデビュー曲の「夏少女」以来」と語っている。
翌年3月に発売されたオリジナル・アルバム『MELODY FAIR』には冒頭に″メロディー″というコーラスが付け足されたバージョンが収録されている（バージョン違いの表記はなし）。1991年2月に発売されたベスト・アルバム『Thanks a lot』には、ボーカル新録バージョンが収録されている。
アイドル兼芸人の☆ぴょんぴょん☆によってカバーされ、2010年4月発売のオムニバスアルバム『MASA-SHIN Presents Omunibus CD Vol.4 ～Girls Cover Collection～』に収録されている。
また、作曲を担当した木根尚登は2012年7月に発表されたアルバム『木根尚登20周年記念ベスト提供楽曲集 キネメロ』でこの曲をセルフカバーしている。
カップリングの「フレンド」は、″AXIA″カセットテープCMソングに採用され、同CMには浅香本人も出演した。

## 収録曲
1. Melody（4分10秒）
作詞：森雪之丞／作曲：木根尚登／編曲: 萩田光雄
2. フレンド（3分14秒）
作詞：Arthur Hamilton、魚住勉／作曲：Joe Harnell／編曲：石倉重信

## 関連作品
Melody
- MELODY FAIR - Album Version
- Thanks a lot - ボーカル新録
- シングル・コレクション
- ANNIVERSARY 2824 （ライブ・アルバム）
- 浅香唯大全集 THE COMPLETE BOX
- 究極のベスト! 浅香唯
- CRYSTALS 〜25th Anniversary Best〜
- 浅香唯 ザ・ベスト
- 浅香唯 30周年記念コンプリートBOX
- ロックンロール・サーカス'89 浅香唯スパークリング・ライブ （映像作品）

フレンド
- 浅香唯大全集 THE COMPLETE BOX
- MELODY FAIR（2010年発売の紙ジャケットCDにボーナストラックとして収録）
- 浅香唯 30周年記念コンプリートBOX